# Putamen

Cápsulas internas.

Tálamo (en color naranja) y núcleo caudado, putamen (centro) y amígdala (los tres en púrpura).

El putamen es una estructura situada en el centro del cerebro que junto con el núcleo caudado forma el núcleo estriado. El putamen y el globo pálido forman el núcleo lenticular. El término proviene del latín, refiriéndose a algo que «cae cuando se poda», ya que el verbo de donde se deriva, putāre, significa «podar, pensar». Es uno de los tres núcleos principales de los núcleos basales del cerebro, los cuales se encargan principalmente de parte del control motor del cuerpo, por ejemplo, de la ejecución controlada y dirigida de los movimientos voluntarios finos.
Es la porción de los núcleos basales que forma la parte más externa del núcleo lenticular. Parece desempeñar un importante papel en el condicionamiento operante (aprendizaje a través de refuerzo). Las cortezas somatosensorial y motora, el núcleo intralaminar del tálamo y la sustancia negra proyectan al putamen y este, a su vez, proyecta en áreas motoras y premotoras del cortex a través del globo pálido y tálamo.
La hemorragia a nivel del putamen es la hemorragia hipertensiva más frecuente.
También, un estudio del Laboratorio de Neurobiología de la Universidad de Londres parece indicar que en el putamen tienen lugar los sentimientos de amor y odio.